# NBVB 1954/55/Wedstrijden
De wedstrijden van het Nederlandse NBVB-voetbal in het seizoen 1954/55 waren het eerste en enige seizoen van de nieuwe voetbalbond NBVB. Er zou een dubbele competitie worden gespeeld: iedere club twee keer thuis en twee keer uit tegen elke andere club. De competitie werd in november onderbroken door een fusie met de andere bestaande voetbalbond KNVB. De overgebleven clubs werden ontbonden of fuseerden en namen deel aan de KNVB-competitie. De eerste wedstrijd werd gespeeld op zaterdag 11 september 1954 en de laatste wedstrijd op 21 november 1954.

## Speelronde 1
|                   |                                |       |                                               |                                                   |
| 11 september 1954 | Den Haag                       | 2 – 3 | Alkmaar '54                                   | Stadion: Duinhorst, Wassenaar Toeschouwers: 8.000 |
| 11 september 1954 | Wim Mangelmans 10' Lou Willems |       | Klaas Smit Rudi Michel 65' Henk van der Sluis | Stadion: Duinhorst, Wassenaar Toeschouwers: 8.000 |
| 11 september 1954 |                                |       |                                               | Stadion: Duinhorst, Wassenaar Toeschouwers: 8.000 |
| 11 september 1954 |                                |       |                                               | Stadion: Duinhorst, Wassenaar Toeschouwers: 8.000 |
|                   |                                |       |                                               |                                                   |

|                   |                                                    |       |                                          |                                                   |
| 11 september 1954 | Utrecht                                            | 4 – 4 | Fortuna '54                              | Stadion: Liesbosweg, Jutphaas Toeschouwers: 6.000 |
| 11 september 1954 | Teus van Rheenen 14', 28', 82' Jan van Capelle 22' |       | 44', 57' Wim Huis 45', 69' Henk Angenent | Stadion: Liesbosweg, Jutphaas Toeschouwers: 6.000 |
| 11 september 1954 |                                                    |       |                                          | Stadion: Liesbosweg, Jutphaas Toeschouwers: 6.000 |
| 11 september 1954 |                                                    |       |                                          | Stadion: Liesbosweg, Jutphaas Toeschouwers: 6.000 |
|                   |                                                    |       |                                          |                                                   |

|                   |           |       |           |                                                                |
| 11 september 1954 | Amsterdam | 0 – 0 | Rotterdam | Stadion: Gemeentelijk Sportpark, Hilversum Toeschouwers: 7.000 |
| 11 september 1954 |           |       |           | Stadion: Gemeentelijk Sportpark, Hilversum Toeschouwers: 7.000 |
| 11 september 1954 |           |       |           | Stadion: Gemeentelijk Sportpark, Hilversum Toeschouwers: 7.000 |
| 11 september 1954 |           |       |           | Stadion: Gemeentelijk Sportpark, Hilversum Toeschouwers: 7.000 |
|                   |           |       |           |                                                                |

|                   |                                                               |       |                  |                                                  |
| 12 september 1954 | Rapid '54                                                     | 4 – 1 | Twentse Profs    | Stadion: Kaalheide, Kerkrade Toeschouwers: 2.000 |
| 12 september 1954 | Hub Bisschops 5' Hein Schaffrath 40' Hubert Hanneman 75', 88' |       | 35' Jan Kamphuis | Stadion: Kaalheide, Kerkrade Toeschouwers: 2.000 |
| 12 september 1954 |                                                               |       |                  | Stadion: Kaalheide, Kerkrade Toeschouwers: 2.000 |
| 12 september 1954 |                                                               |       |                  | Stadion: Kaalheide, Kerkrade Toeschouwers: 2.000 |
|                   |                                                               |       |                  |                                                  |

|                   |                     |       |                   |                                                                       |
| 12 september 1954 | Venlo '54           | 1 – 1 | De Graafschap     | Stadion: De Berckt, Baarlo Toeschouwers: 7.000 Scheidsrechter: Koster |
| 12 september 1954 | Pierre van Rhee 32' |       | 83' Gerrit Jansen | Stadion: De Berckt, Baarlo Toeschouwers: 7.000 Scheidsrechter: Koster |
| 12 september 1954 |                     |       |                   | Stadion: De Berckt, Baarlo Toeschouwers: 7.000 Scheidsrechter: Koster |
| 12 september 1954 |                     |       |                   | Stadion: De Berckt, Baarlo Toeschouwers: 7.000 Scheidsrechter: Koster |
|                   |                     |       |                   |                                                                       |

## Speelronde 2
|                   |                             |       |                      |                                                              |
| 18 september 1954 | Alkmaar '54                 | 2 – 1 | Utrecht              | Stadion: Gemeentelijk Sportpark, Alkmaar Toeschouwers: 5.000 |
| 18 september 1954 | Henk van der Sluis 18', 70' |       | 30' Teus van Rheenen | Stadion: Gemeentelijk Sportpark, Alkmaar Toeschouwers: 5.000 |
| 18 september 1954 |                             |       |                      | Stadion: Gemeentelijk Sportpark, Alkmaar Toeschouwers: 5.000 |
| 18 september 1954 |                             |       |                      | Stadion: Gemeentelijk Sportpark, Alkmaar Toeschouwers: 5.000 |
|                   |                             |       |                      |                                                              |

|                   |                  |       |                    |                                                                             |
| 18 september 1954 | Twentse Profs    | 1 – 1 | Venlo '54          | Stadion: Veldwijk, Hengelo Toeschouwers: 10.000 Scheidsrechter: Van Rooijen |
| 18 september 1954 | Arnold Bosch 82' |       | 8' Geert ten Berge | Stadion: Veldwijk, Hengelo Toeschouwers: 10.000 Scheidsrechter: Van Rooijen |
| 18 september 1954 |                  |       |                    | Stadion: Veldwijk, Hengelo Toeschouwers: 10.000 Scheidsrechter: Van Rooijen |
| 18 september 1954 |                  |       |                    | Stadion: Veldwijk, Hengelo Toeschouwers: 10.000 Scheidsrechter: Van Rooijen |
|                   |                  |       |                    |                                                                             |

|                   |                                                       |       |                     |                                                     |
| 19 september 1954 | Fortuna '54                                           | 4 – 1 | Rapid '54           | Stadion: Mauritsstadion, Geleen Toeschouwers: 8.000 |
| 19 september 1954 | Henk Angenent 8', 70' André Hofman 25' Jo Dingena 87' |       | 57' Hubert Hanneman | Stadion: Mauritsstadion, Geleen Toeschouwers: 8.000 |
| 19 september 1954 |                                                       |       |                     | Stadion: Mauritsstadion, Geleen Toeschouwers: 8.000 |
| 19 september 1954 |                                                       |       |                     | Stadion: Mauritsstadion, Geleen Toeschouwers: 8.000 |
|                   |                                                       |       |                     |                                                     |

|                   |            |       |                                                     |                               |
| 19 september 1954 | Den Haag   | 1 – 6 | Amsterdam                                           | Stadion: Duinhorst, Wassenaar |
| 19 september 1954 | Wim Zwarts |       | 15', 20', –', –', –' Tonnie Gallis Hannie Tolmeijer | Stadion: Duinhorst, Wassenaar |
| 19 september 1954 |            |       |                                                     | Stadion: Duinhorst, Wassenaar |
| 19 september 1954 |            |       |                                                     | Stadion: Duinhorst, Wassenaar |
|                   |            |       |                                                     |                               |

|                   |                  |       |                   |                                    |
| 19 september 1954 | De Graafschap    | 1 – 1 | Rotterdam         | Stadion: De Vijverberg, Doetinchem |
| 19 september 1954 | Gerrit Kluin 53' |       | 73' Joop Heijster | Stadion: De Vijverberg, Doetinchem |
| 19 september 1954 |                  |       |                   | Stadion: De Vijverberg, Doetinchem |
| 19 september 1954 |                  |       |                   | Stadion: De Vijverberg, Doetinchem |
|                   |                  |       |                   |                                    |

## Speelronde 3
|                   |                                                                            |       |                |                                                                    |
| 25 september 1954 | Amsterdam                                                                  | 5 – 1 | De Graafschap  | Stadion: Sportpark Duivendrecht, Duivendrecht Toeschouwers: 10.000 |
| 25 september 1954 | Cees Kick 8' Jos Vonhof 20', 55' Hannie Tolmeijer 58' (pen.) Tonnie Gallis |       | 55' Dick Faber | Stadion: Sportpark Duivendrecht, Duivendrecht Toeschouwers: 10.000 |
| 25 september 1954 |                                                                            |       |                | Stadion: Sportpark Duivendrecht, Duivendrecht Toeschouwers: 10.000 |
| 25 september 1954 |                                                                            |       |                | Stadion: Sportpark Duivendrecht, Duivendrecht Toeschouwers: 10.000 |
|                   |                                                                            |       |                |                                                                    |

|                   |                                         |       |               |                                                   |
| 26 september 1954 | Utrecht                                 | 3 – 1 | Twentse Profs | Stadion: Liesbosweg, Jutphaas Toeschouwers: 5.000 |
| 26 september 1954 | Teus van Rheenen 35', 77' Kuki Krol 51' |       | Dani          | Stadion: Liesbosweg, Jutphaas Toeschouwers: 5.000 |
| 26 september 1954 |                                         |       |               | Stadion: Liesbosweg, Jutphaas Toeschouwers: 5.000 |
| 26 september 1954 |                                         |       |               | Stadion: Liesbosweg, Jutphaas Toeschouwers: 5.000 |
|                   |                                         |       |               |                                                   |

|                   |                                         |       |                                         |                                                |
| 26 september 1954 | Venlo '54                               | 2 – 3 | Fortuna '54                             | Stadion: De Berckt, Baarlo Toeschouwers: 7.000 |
| 26 september 1954 | Pierre van Rhee 80' Geert ten Berge 85' |       | 11' Henk Angenent 22', 55' André Hofman | Stadion: De Berckt, Baarlo Toeschouwers: 7.000 |
| 26 september 1954 |                                         |       |                                         | Stadion: De Berckt, Baarlo Toeschouwers: 7.000 |
| 26 september 1954 |                                         |       |                                         | Stadion: De Berckt, Baarlo Toeschouwers: 7.000 |
|                   |                                         |       |                                         |                                                |

|                   |                                             |       |          |                                                                              |
| 26 september 1954 | Rapid '54                                   | 3 – 0 | Den Haag | Stadion: Kaalheide, Kerkrade Toeschouwers: 3.000 Scheidsrechter: Peijnenburg |
| 26 september 1954 | Wiel Coerver 34', (pen) 70' Huub Jansen 80' |       |          | Stadion: Kaalheide, Kerkrade Toeschouwers: 3.000 Scheidsrechter: Peijnenburg |
| 26 september 1954 |                                             |       |          | Stadion: Kaalheide, Kerkrade Toeschouwers: 3.000 Scheidsrechter: Peijnenburg |
| 26 september 1954 |                                             |       |          | Stadion: Kaalheide, Kerkrade Toeschouwers: 3.000 Scheidsrechter: Peijnenburg |
|                   |                                             |       |          |                                                                              |

|                   |                      |       |                        |                                                               |
| 26 september 1954 | Rotterdam            | 1 – 1 | Alkmaar '54            | Stadion: Sportpark Schoonenberg, IJmuiden Toeschouwers: 5.000 |
| 26 september 1954 | Jacques Heijster 88' |       | 52' Henk van der Sluis | Stadion: Sportpark Schoonenberg, IJmuiden Toeschouwers: 5.000 |
| 26 september 1954 |                      |       |                        | Stadion: Sportpark Schoonenberg, IJmuiden Toeschouwers: 5.000 |
| 26 september 1954 |                      |       |                        | Stadion: Sportpark Schoonenberg, IJmuiden Toeschouwers: 5.000 |
|                   |                      |       |                        |                                                               |

## Speelronde 4
|                |                                                            |       |                                                                 |                                                                                          |
| 2 oktober 1954 | Alkmaar '54                                                | 3 – 3 | Venlo '54                                                       | Stadion: Gemeentelijk Sportpark, Alkmaar Toeschouwers: 5.500 Scheidsrechter: Peijnenburg |
| 2 oktober 1954 | Barend van Vliet 15' Klaas Smit 40' Henk van der Sluis 64' |       | 21' Dirk Kuijper (e.d.) 25' Pierre van Rhee 86' Geert ten Berge | Stadion: Gemeentelijk Sportpark, Alkmaar Toeschouwers: 5.500 Scheidsrechter: Peijnenburg |
| 2 oktober 1954 |                                                            |       |                                                                 | Stadion: Gemeentelijk Sportpark, Alkmaar Toeschouwers: 5.500 Scheidsrechter: Peijnenburg |
| 2 oktober 1954 |                                                            |       |                                                                 | Stadion: Gemeentelijk Sportpark, Alkmaar Toeschouwers: 5.500 Scheidsrechter: Peijnenburg |
|                |                                                            |       |                                                                 |                                                                                          |

|                |                                             |       |               |                                                      |
| 3 oktober 1954 | Den Haag                                    | 2 – 1 | Twentse Profs | Stadion: Duinhorst, Wassenaar Scheidsrechter: Corver |
| 3 oktober 1954 | Coen Rijshouwer 1' Dick van der Steen (pen) |       | Jan Kamphuis  | Stadion: Duinhorst, Wassenaar Scheidsrechter: Corver |
| 3 oktober 1954 |                                             |       |               | Stadion: Duinhorst, Wassenaar Scheidsrechter: Corver |
| 3 oktober 1954 |                                             |       |               | Stadion: Duinhorst, Wassenaar Scheidsrechter: Corver |
|                |                                             |       |               |                                                      |

|                |                       |       |                                                         |                                                   |
| 3 oktober 1954 | Utrecht               | 2 – 4 | Rotterdam                                               | Stadion: Liesbosweg, Jutphaas Toeschouwers: 9.000 |
| 3 oktober 1954 | Roel van Dijk 45', –' |       | 8' Cees de Jong 42', 80' Joop Heijster Jacques Heijster | Stadion: Liesbosweg, Jutphaas Toeschouwers: 9.000 |
| 3 oktober 1954 |                       |       |                                                         | Stadion: Liesbosweg, Jutphaas Toeschouwers: 9.000 |
| 3 oktober 1954 |                       |       |                                                         | Stadion: Liesbosweg, Jutphaas Toeschouwers: 9.000 |
|                |                       |       |                                                         |                                                   |

|                |                     |       |               |                                                      |
| 3 oktober 1954 | Fortuna '54         | 2 – 1 | Amsterdam     | Stadion: Mauritsstadion, Geleen Toeschouwers: 25.000 |
| 3 oktober 1954 | Jo Dingena 19', 49' |       | 29' Jan Klein | Stadion: Mauritsstadion, Geleen Toeschouwers: 25.000 |
| 3 oktober 1954 |                     |       |               | Stadion: Mauritsstadion, Geleen Toeschouwers: 25.000 |
| 3 oktober 1954 |                     |       |               | Stadion: Mauritsstadion, Geleen Toeschouwers: 25.000 |
|                |                     |       |               |                                                      |

|                |                                                                                     |       |                                                          |                                    |
| 3 oktober 1954 | De Graafschap                                                                       | 4 – 4 | Rapid '54                                                | Stadion: De Vijverberg, Doetinchem |
| 3 oktober 1954 | Gerrit Kluin 10' Eddy Hendriks 12' Karel Weijand (pen) 43' Gerard Rumpen (e.d.) 51' |       | 8' Leo Wesolek 14', 85' Noud van Melis 70' Hub Bisschops | Stadion: De Vijverberg, Doetinchem |
| 3 oktober 1954 |                                                                                     |       |                                                          | Stadion: De Vijverberg, Doetinchem |
| 3 oktober 1954 |                                                                                     |       |                                                          | Stadion: De Vijverberg, Doetinchem |
|                |                                                                                     |       |                                                          |                                    |

## Speelronde 5
|                |                       |       |                   |                                                                    |
| 9 oktober 1954 | Amsterdam             | 2 – 1 | Alkmaar '54       | Stadion: Sportpark Duivendrecht, Duivendrecht Toeschouwers: 15.000 |
| 9 oktober 1954 | Tonnie Gallis 24', –' |       | 83' Jaap Ramakers | Stadion: Sportpark Duivendrecht, Duivendrecht Toeschouwers: 15.000 |
| 9 oktober 1954 |                       |       |                   | Stadion: Sportpark Duivendrecht, Duivendrecht Toeschouwers: 15.000 |
| 9 oktober 1954 |                       |       |                   | Stadion: Sportpark Duivendrecht, Duivendrecht Toeschouwers: 15.000 |
|                |                       |       |                   |                                                                    |

|                |               |                    |             |                                                 |
| 9 oktober 1954 | Twentse Profs | 0 – 2              | Fortuna '54 | Stadion: Veldwijk, Hengelo Toeschouwers: 20.000 |
| 9 oktober 1954 |               | 9', 16' Jo Dingena |             | Stadion: Veldwijk, Hengelo Toeschouwers: 20.000 |
| 9 oktober 1954 |               |                    |             | Stadion: Veldwijk, Hengelo Toeschouwers: 20.000 |
| 9 oktober 1954 |               |                    |             | Stadion: Veldwijk, Hengelo Toeschouwers: 20.000 |
|                |               |                    |             |                                                 |

|                 |           |       |          |                                                                            |
| 10 oktober 1954 | Venlo '54 | 0 – 0 | Den Haag | Stadion: De Berckt, Baarlo Toeschouwers: 8.000 Scheidsrechter: Van der Ley |
| 10 oktober 1954 |           |       |          | Stadion: De Berckt, Baarlo Toeschouwers: 8.000 Scheidsrechter: Van der Ley |
| 10 oktober 1954 |           |       |          | Stadion: De Berckt, Baarlo Toeschouwers: 8.000 Scheidsrechter: Van der Ley |
| 10 oktober 1954 |           |       |          | Stadion: De Berckt, Baarlo Toeschouwers: 8.000 Scheidsrechter: Van der Ley |
|                 |           |       |          |                                                                            |

|                 |                                                                      |       |                                          |                                                   |
| 10 oktober 1954 | Rapid '54                                                            | 4 – 2 | Rotterdam                                | Stadion: Kaalheide, Kerkrade Toeschouwers: 12.000 |
| 10 oktober 1954 | Noud van Melis 7' Hub Bisschops 17' Huub Janssen 22' Leo Wesolek 32' |       | 43' Henk Schouten 72' (pen) Cees de Jong | Stadion: Kaalheide, Kerkrade Toeschouwers: 12.000 |
| 10 oktober 1954 |                                                                      |       |                                          | Stadion: Kaalheide, Kerkrade Toeschouwers: 12.000 |
| 10 oktober 1954 |                                                                      |       |                                          | Stadion: Kaalheide, Kerkrade Toeschouwers: 12.000 |
|                 |                                                                      |       |                                          |                                                   |

|                  |                                                        |       |                                            |                                    |
| 20 november 1954 | De Graafschap                                          | 4 – 2 | Utrecht                                    | Stadion: De Vijverberg, Doetinchem |
| 20 november 1954 | Gerrit Kluin 30', 73' Karel Weijand (pen) Anton Beumer |       | 15' (e.d.) Dick Faber 53' Teus van Rheenen | Stadion: De Vijverberg, Doetinchem |
| 20 november 1954 |                                                        |       |                                            | Stadion: De Vijverberg, Doetinchem |
| 20 november 1954 |                                                        |       |                                            | Stadion: De Vijverberg, Doetinchem |
|                  |                                                        |       |                                            |                                    |

## Speelronde 6
|                 |                                                              |       |                        |                                                                 |
| 16 oktober 1954 | Amsterdam                                                    | 6 – 2 | Rapid '54              | Stadion: Gemeentelijk Sportpark, Hilversum Toeschouwers: 10.000 |
| 16 oktober 1954 | Jan Klein 7', 80' Tonnie Gallis 24' Jos Vonhof 28', 30', 73' |       | –', 79' Noud van Melis | Stadion: Gemeentelijk Sportpark, Hilversum Toeschouwers: 10.000 |
| 16 oktober 1954 |                                                              |       |                        | Stadion: Gemeentelijk Sportpark, Hilversum Toeschouwers: 10.000 |
| 16 oktober 1954 |                                                              |       |                        | Stadion: Gemeentelijk Sportpark, Hilversum Toeschouwers: 10.000 |
|                 |                                                              |       |                        |                                                                 |

|                 |                                                    |       |                              |                               |
| 17 oktober 1954 | Den Haag                                           | 4 – 2 | Utrecht                      | Stadion: Duinhorst, Wassenaar |
| 17 oktober 1954 | Chris Willemsen 20' Bertus de Harder 23', 45', 85' |       | 4' Otto Blom 5' Wim de Jongh | Stadion: Duinhorst, Wassenaar |
| 17 oktober 1954 |                                                    |       |                              | Stadion: Duinhorst, Wassenaar |
| 17 oktober 1954 |                                                    |       |                              | Stadion: Duinhorst, Wassenaar |
|                 |                                                    |       |                              |                               |

|                 |                                                  |       |                                                                     |                                                   |
| 17 oktober 1954 | Rotterdam                                        | 3 – 3 | Venlo '54                                                           | Stadion: Liesbosweg, Jutphaas Toeschouwers: 4.000 |
| 17 oktober 1954 | Ab Kentie 9' Henk Schouten 15' Joop Heijster 65' |       | 26' Pierre van Rhee 55' (pen) Ton van den Hurk 80' Gerrit Akkermans | Stadion: Liesbosweg, Jutphaas Toeschouwers: 4.000 |
| 17 oktober 1954 |                                                  |       |                                                                     | Stadion: Liesbosweg, Jutphaas Toeschouwers: 4.000 |
| 17 oktober 1954 |                                                  |       |                                                                     | Stadion: Liesbosweg, Jutphaas Toeschouwers: 4.000 |
|                 |                                                  |       |                                                                     |                                                   |

|                 |                                      |       |                               |                                    |
| 17 oktober 1954 | De Graafschap                        | 3 – 2 | Twentse Profs                 | Stadion: De Vijverberg, Doetinchem |
| 17 oktober 1954 | Epi Jansen 61', 68' Gerrit Kluin 82' |       | 12' Cor Brom 57' Jan Kamphuis | Stadion: De Vijverberg, Doetinchem |
| 17 oktober 1954 |                                      |       |                               | Stadion: De Vijverberg, Doetinchem |
| 17 oktober 1954 |                                      |       |                               | Stadion: De Vijverberg, Doetinchem |
|                 |                                      |       |                               |                                    |

|                 |                                         |       |                                       |                                                      |
| 17 oktober 1954 | Fortuna '54                             | 3 – 3 | Alkmaar '54                           | Stadion: Mauritsstadion, Geleen Toeschouwers: 25.000 |
| 17 oktober 1954 | André Ravestijn 38' Jo Dingena 43', 65' |       | 26', 60' Siem Stelling 54' Klaas Smit | Stadion: Mauritsstadion, Geleen Toeschouwers: 25.000 |
| 17 oktober 1954 |                                         |       |                                       | Stadion: Mauritsstadion, Geleen Toeschouwers: 25.000 |
| 17 oktober 1954 |                                         |       |                                       | Stadion: Mauritsstadion, Geleen Toeschouwers: 25.000 |
|                 |                                         |       |                                       |                                                      |

## Speelronde 7
|                 |               |       |                                                   |                                                 |
| 23 oktober 1954 | Twentse Profs | 1 – 3 | Rotterdam                                         | Stadion: Veldwijk, Hengelo Toeschouwers: 15.000 |
| 23 oktober 1954 | Cor Brom 65'  |       | 30' Henk Schouten 38' Ab Kentie 62' Joop Heijster | Stadion: Veldwijk, Hengelo Toeschouwers: 15.000 |
| 23 oktober 1954 |               |       |                                                   | Stadion: Veldwijk, Hengelo Toeschouwers: 15.000 |
| 23 oktober 1954 |               |       |                                                   | Stadion: Veldwijk, Hengelo Toeschouwers: 15.000 |
|                 |               |       |                                                   |                                                 |

|                 |                     |       |                                 |                                                    |
| 24 oktober 1954 | Den Haag            | 1 – 2 | Fortuna '54                     | Stadion: Duinhorst, Wassenaar Toeschouwers: 12.000 |
| 24 oktober 1954 | Coen Rijshouwer 37' |       | 8' Henk Angenent 48' Jo Dingena | Stadion: Duinhorst, Wassenaar Toeschouwers: 12.000 |
| 24 oktober 1954 |                     |       |                                 | Stadion: Duinhorst, Wassenaar Toeschouwers: 12.000 |
| 24 oktober 1954 |                     |       |                                 | Stadion: Duinhorst, Wassenaar Toeschouwers: 12.000 |
|                 |                     |       |                                 |                                                    |

|                 |                                  |       |                               |                                                              |
| 24 oktober 1954 | Alkmaar '54                      | 2 – 2 | De Graafschap                 | Stadion: Gemeentelijk Sportpark, Alkmaar Toeschouwers: 8.000 |
| 24 oktober 1954 | Henk van der Sluis 9' Klaas Smit |       | Gerrit Kluin 65' Anton Beumer | Stadion: Gemeentelijk Sportpark, Alkmaar Toeschouwers: 8.000 |
| 24 oktober 1954 |                                  |       |                               | Stadion: Gemeentelijk Sportpark, Alkmaar Toeschouwers: 8.000 |
| 24 oktober 1954 |                                  |       |                               | Stadion: Gemeentelijk Sportpark, Alkmaar Toeschouwers: 8.000 |
|                 |                                  |       |                               |                                                              |

|                 |                       |       |                                              |                                                  |
| 24 oktober 1954 | Rapid '54             | 2 – 3 | Utrecht                                      | Stadion: Kaalheide, Kerkrade Toeschouwers: 8.000 |
| 24 oktober 1954 | Huub Janssen 20', 30' |       | 18', 80' Wim de Jongh 40' Willem Nieuwenhuis | Stadion: Kaalheide, Kerkrade Toeschouwers: 8.000 |
| 24 oktober 1954 |                       |       |                                              | Stadion: Kaalheide, Kerkrade Toeschouwers: 8.000 |
| 24 oktober 1954 |                       |       |                                              | Stadion: Kaalheide, Kerkrade Toeschouwers: 8.000 |
|                 |                       |       |                                              |                                                  |

|                 |                     |       |                   |                                                 |
| 24 oktober 1954 | Venlo '54           | 1 – 1 | Amsterdam         | Stadion: De Berckt, Baarlo Toeschouwers: 12.000 |
| 24 oktober 1954 | Gerrit Akkermans 8' |       | 30' Tonnie Gallis | Stadion: De Berckt, Baarlo Toeschouwers: 12.000 |
| 24 oktober 1954 |                     |       |                   | Stadion: De Berckt, Baarlo Toeschouwers: 12.000 |
| 24 oktober 1954 |                     |       |                   | Stadion: De Berckt, Baarlo Toeschouwers: 12.000 |
|                 |                     |       |                   |                                                 |

## Speelronde 8
|                 |                                            |       |                            |                                            |
| 30 oktober 1954 | Amsterdam                                  | 4 – 3 | Twentse Profs              | Stadion: Gemeentelijk Sportpark, Hilversum |
| 30 oktober 1954 | Jan Klein 35', –' Tonnie Gallis Jos Vonhof |       | Hofer Theo Albers Cor Brom | Stadion: Gemeentelijk Sportpark, Hilversum |
| 30 oktober 1954 |                                            |       |                            | Stadion: Gemeentelijk Sportpark, Hilversum |
| 30 oktober 1954 |                                            |       |                            | Stadion: Gemeentelijk Sportpark, Hilversum |
|                 |                                            |       |                            |                                            |

|                 |                                                    |       |                                 |                                                              |
| 30 oktober 1954 | Alkmaar '54                                        | 4 – 2 | Rapid '54                       | Stadion: Gemeentelijk Sportpark, Alkmaar Toeschouwers: 6.000 |
| 30 oktober 1954 | Rudi Michel 22' Klaas Smit 32', 63' Thoom Smit 48' |       | 64' Hub Bisschops Hein Strouken | Stadion: Gemeentelijk Sportpark, Alkmaar Toeschouwers: 6.000 |
| 30 oktober 1954 |                                                    |       |                                 | Stadion: Gemeentelijk Sportpark, Alkmaar Toeschouwers: 6.000 |
| 30 oktober 1954 |                                                    |       |                                 | Stadion: Gemeentelijk Sportpark, Alkmaar Toeschouwers: 6.000 |
|                 |                                                    |       |                                 |                                                              |

|                 |                                 |       |                   |                                 |
| 31 oktober 1954 | Fortuna '54                     | 2 – 1 | Rotterdam         | Stadion: Mauritsstadion, Geleen |
| 31 oktober 1954 | Jan Notermans 4' Jo Dingena 88' |       | 80' Henk Schouten | Stadion: Mauritsstadion, Geleen |
| 31 oktober 1954 |                                 |       |                   | Stadion: Mauritsstadion, Geleen |
| 31 oktober 1954 |                                 |       |                   | Stadion: Mauritsstadion, Geleen |
|                 |                                 |       |                   |                                 |

|                 |                                      |       |                                                          |                                                                               |
| 31 oktober 1954 | Utrecht                              | 2 – 3 | Venlo '54                                                | Stadion: Liesbosweg, Jutphaas Toeschouwers: 7.500 Scheidsrechter: Van Rooijen |
| 31 oktober 1954 | Jan van Capelle 15' Wim de Jongh 82' |       | 20' Jacques Hovens 35' Hay Lamberts 79' Gerrit Akkermans | Stadion: Liesbosweg, Jutphaas Toeschouwers: 7.500 Scheidsrechter: Van Rooijen |
| 31 oktober 1954 |                                      |       |                                                          | Stadion: Liesbosweg, Jutphaas Toeschouwers: 7.500 Scheidsrechter: Van Rooijen |
| 31 oktober 1954 |                                      |       |                                                          | Stadion: Liesbosweg, Jutphaas Toeschouwers: 7.500 Scheidsrechter: Van Rooijen |
|                 |                                      |       |                                                          |                                                                               |

|                 |                |       |                                                 |                                                         |
| 31 oktober 1954 | De Graafschap  | 1 – 2 | Den Haag                                        | Stadion: De Vijverberg, Doetinchem Toeschouwers: 13.000 |
| 31 oktober 1954 | Epi Jansen 14' |       | 6' (e.d.) Karel Weijand 17' (e.d.) Wim Hendriks | Stadion: De Vijverberg, Doetinchem Toeschouwers: 13.000 |
| 31 oktober 1954 |                |       |                                                 | Stadion: De Vijverberg, Doetinchem Toeschouwers: 13.000 |
| 31 oktober 1954 |                |       |                                                 | Stadion: De Vijverberg, Doetinchem Toeschouwers: 13.000 |
|                 |                |       |                                                 |                                                         |

## Speelronde 9
|                 |                                        |       |                                                       |                                                           |
| 7 november 1954 | Rotterdam                              | 2 – 3 | Den Haag                                              | Stadion: Sportpark Veenoord, Veenoord Toeschouwers: 7.000 |
| 7 november 1954 | Henk Schouten 30' Wim van der Gaag 75' |       | 31' Luc Bijker 35' Chris Willemsen 51' Wim Mangelmans | Stadion: Sportpark Veenoord, Veenoord Toeschouwers: 7.000 |
| 7 november 1954 |                                        |       |                                                       | Stadion: Sportpark Veenoord, Veenoord Toeschouwers: 7.000 |
| 7 november 1954 |                                        |       |                                                       | Stadion: Sportpark Veenoord, Veenoord Toeschouwers: 7.000 |
|                 |                                        |       |                                                       |                                                           |

|                 |                                                |       |             |                                    |
| 7 november 1954 | De Graafschap                                  | 3 – 0 | Fortuna '54 | Stadion: De Vijverberg, Doetinchem |
| 7 november 1954 | Charley van de Weerd 3', 80' Gerrit Jansen 51' |       |             | Stadion: De Vijverberg, Doetinchem |
| 7 november 1954 |                                                |       |             | Stadion: De Vijverberg, Doetinchem |
| 7 november 1954 |                                                |       |             | Stadion: De Vijverberg, Doetinchem |
|                 |                                                |       |             |                                    |

|                 |                                     |       |                                                 |                                                                           |
| 7 november 1954 | Rapid '54                           | 2 – 2 | Venlo '54                                       | Stadion: Kaalheide, Kerkrade Toeschouwers: 9.000 Scheidsrechter: De Groot |
| 7 november 1954 | Hein Strouken 1' Noud van Melis 20' |       | 46' (pen.) Ton van den Hurk 66' Geert ten Berge | Stadion: Kaalheide, Kerkrade Toeschouwers: 9.000 Scheidsrechter: De Groot |
| 7 november 1954 |                                     |       |                                                 | Stadion: Kaalheide, Kerkrade Toeschouwers: 9.000 Scheidsrechter: De Groot |
| 7 november 1954 |                                     |       |                                                 | Stadion: Kaalheide, Kerkrade Toeschouwers: 9.000 Scheidsrechter: De Groot |
|                 |                                     |       |                                                 |                                                                           |

## Speelronde 10
|                  |                                                                                        |       |                                                                |                                 |
| 14 november 1954 | Fortuna '54                                                                            | 6 – 3 | Utrecht                                                        | Stadion: Mauritsstadion, Geleen |
| 14 november 1954 | Jo Dingena 1', 54' Henk Angenent 10', 36' André Ravestijn 15' Bertus Sluijk (e.d.) 80' |       | 1' Jan van Capelle 35' Eef Westers 81' (e.d.) Cor van der Hart | Stadion: Mauritsstadion, Geleen |
| 14 november 1954 |                                                                                        |       |                                                                | Stadion: Mauritsstadion, Geleen |
| 14 november 1954 |                                                                                        |       |                                                                | Stadion: Mauritsstadion, Geleen |
|                  |                                                                                        |       |                                                                |                                 |

|                  |          |                |           |                               |
| 14 november 1954 | Den Haag | 0 – 1          | Rapid '54 | Stadion: Duinhorst, Wassenaar |
| 14 november 1954 |          | 8' Leo Wesolek |           | Stadion: Duinhorst, Wassenaar |
| 14 november 1954 |          |                |           | Stadion: Duinhorst, Wassenaar |
| 14 november 1954 |          |                |           | Stadion: Duinhorst, Wassenaar |
|                  |          |                |           |                               |

|                  |                                                 |       |           |                                       |
| 14 november 1954 | Rotterdam                                       | 4 – 0 | Amsterdam | Stadion: Sportpark Veenoord, Veenoord |
| 14 november 1954 | Henk Schouten 18' Wim van Zuylekom 53', 68', –' |       |           | Stadion: Sportpark Veenoord, Veenoord |
| 14 november 1954 |                                                 |       |           | Stadion: Sportpark Veenoord, Veenoord |
| 14 november 1954 |                                                 |       |           | Stadion: Sportpark Veenoord, Veenoord |
|                  |                                                 |       |           |                                       |

|                  |           |                |             |                                                                            |
| 14 november 1954 | Venlo '54 | 0 – 1          | Alkmaar '54 | Stadion: De Berckt, Baarlo Toeschouwers: 6.000 Scheidsrechter: Van der Ley |
| 14 november 1954 |           | 35' Thoom Smit |             | Stadion: De Berckt, Baarlo Toeschouwers: 6.000 Scheidsrechter: Van der Ley |
| 14 november 1954 |           |                |             | Stadion: De Berckt, Baarlo Toeschouwers: 6.000 Scheidsrechter: Van der Ley |
| 14 november 1954 |           |                |             | Stadion: De Berckt, Baarlo Toeschouwers: 6.000 Scheidsrechter: Van der Ley |
|                  |           |                |             |                                                                            |

|                  |                   |       |                                   |                            |
| 14 november 1954 | Twentse Profs     | 2 – 2 | De Graafschap                     | Stadion: Veldwijk, Hengelo |
| 14 november 1954 | Cor Brom 27', 50' |       | 9' Gerrit Kluin 88' Gerrit Jansen | Stadion: Veldwijk, Hengelo |
| 14 november 1954 |                   |       |                                   | Stadion: Veldwijk, Hengelo |
| 14 november 1954 |                   |       |                                   | Stadion: Veldwijk, Hengelo |
|                  |                   |       |                                   |                            |

## Speelronde 11
|                  |                                      |       |                 |                                                                          |
| 20 november 1954 | Amsterdam                            | 2 – 1 | Den Haag        | Stadion: De Meer, Amsterdam Toeschouwers: 9.000 Scheidsrechter: Hiebener |
| 20 november 1954 | Toon Bauman (e.d.) 20' Jan Klein 67' |       | 80' Mick Clavan | Stadion: De Meer, Amsterdam Toeschouwers: 9.000 Scheidsrechter: Hiebener |
| 20 november 1954 |                                      |       |                 | Stadion: De Meer, Amsterdam Toeschouwers: 9.000 Scheidsrechter: Hiebener |
| 20 november 1954 |                                      |       |                 | Stadion: De Meer, Amsterdam Toeschouwers: 9.000 Scheidsrechter: Hiebener |
|                  |                                      |       |                 |                                                                          |

|                  |                                        |       |           |                                                             |
| 21 november 1954 | Rotterdam                              | 2 – 0 | Venlo '54 | Stadion: Stadion Feijenoord, Rotterdam Toeschouwers: 12.000 |
| 21 november 1954 | Henk Schouten 1' Wim van Zuijlekom 35' |       |           | Stadion: Stadion Feijenoord, Rotterdam Toeschouwers: 12.000 |
| 21 november 1954 |                                        |       |           | Stadion: Stadion Feijenoord, Rotterdam Toeschouwers: 12.000 |
| 21 november 1954 |                                        |       |           | Stadion: Stadion Feijenoord, Rotterdam Toeschouwers: 12.000 |
|                  |                                        |       |           |                                                             |

|                  |                      |       |                                |                                                   |
| 21 november 1954 | Rapid '54            | 2 – 2 | Fortuna '54                    | Stadion: Kaalheide, Kerkrade Toeschouwers: 12.000 |
| 21 november 1954 | Johan Adang 70', 70' |       | 1' Jo Dingena 8' Frans Maessen | Stadion: Kaalheide, Kerkrade Toeschouwers: 12.000 |
| 21 november 1954 |                      |       |                                | Stadion: Kaalheide, Kerkrade Toeschouwers: 12.000 |
| 21 november 1954 |                      |       |                                | Stadion: Kaalheide, Kerkrade Toeschouwers: 12.000 |
|                  |                      |       |                                |                                                   |

|                  |                        |       |                         |                                          |
| 21 november 1954 | Alkmaar '54            | 1 – 2 | Twentse Profs           | Stadion: Gemeentelijk Sportpark, Alkmaar |
| 21 november 1954 | Henk van der Sluis 65' |       | Theo Albers 8' Cor Brom | Stadion: Gemeentelijk Sportpark, Alkmaar |
| 21 november 1954 |                        |       |                         | Stadion: Gemeentelijk Sportpark, Alkmaar |
| 21 november 1954 |                        |       |                         | Stadion: Gemeentelijk Sportpark, Alkmaar |
|                  |                        |       |                         |                                          |

|                  | |       |                                        |                               |
| 21 november 1954 | Utrecht | 9 – 2 | De Graafschap                          | Stadion: Liesbosweg, Jutphaas |
| 21 november 1954 | Henk Temming 27' Karel Peperzak –', 50', –' Teus van Rheenen 36' Jan van Capelle –' Wim de Jongh 55', –' Eef Westers |       | 22' Pauke Meijers Charley van de Weerd | Stadion: Liesbosweg, Jutphaas |
| 21 november 1954 | |       |                                        | Stadion: Liesbosweg, Jutphaas |
| 21 november 1954 | |       |                                        | Stadion: Liesbosweg, Jutphaas |
|                  | |       |                                        |                               |

Alkmaar '54 · Amsterdam · Den Haag · Fortuna '54 · De Graafschap · Rapid '54 · Rotterdam · Twentse Profs · Utrecht · Venlo '54